# Farinera la Florinda
La Farinera la Florinda és un edifici modernista de Manresa projectat per l'arquitecte Ignasi Oms i Ponsa l'any 1911 i acabada un any més tard. La farinera es coneix amb el nom de La Florinda, que era el nom de Florinda Maristany i Oliver, esposa Josep Casajuana i Rodríguez, promotor d'aquesta empresa juntament amb Masana. És una obra protegida com a bé cultural d'interès local.

## Descripció

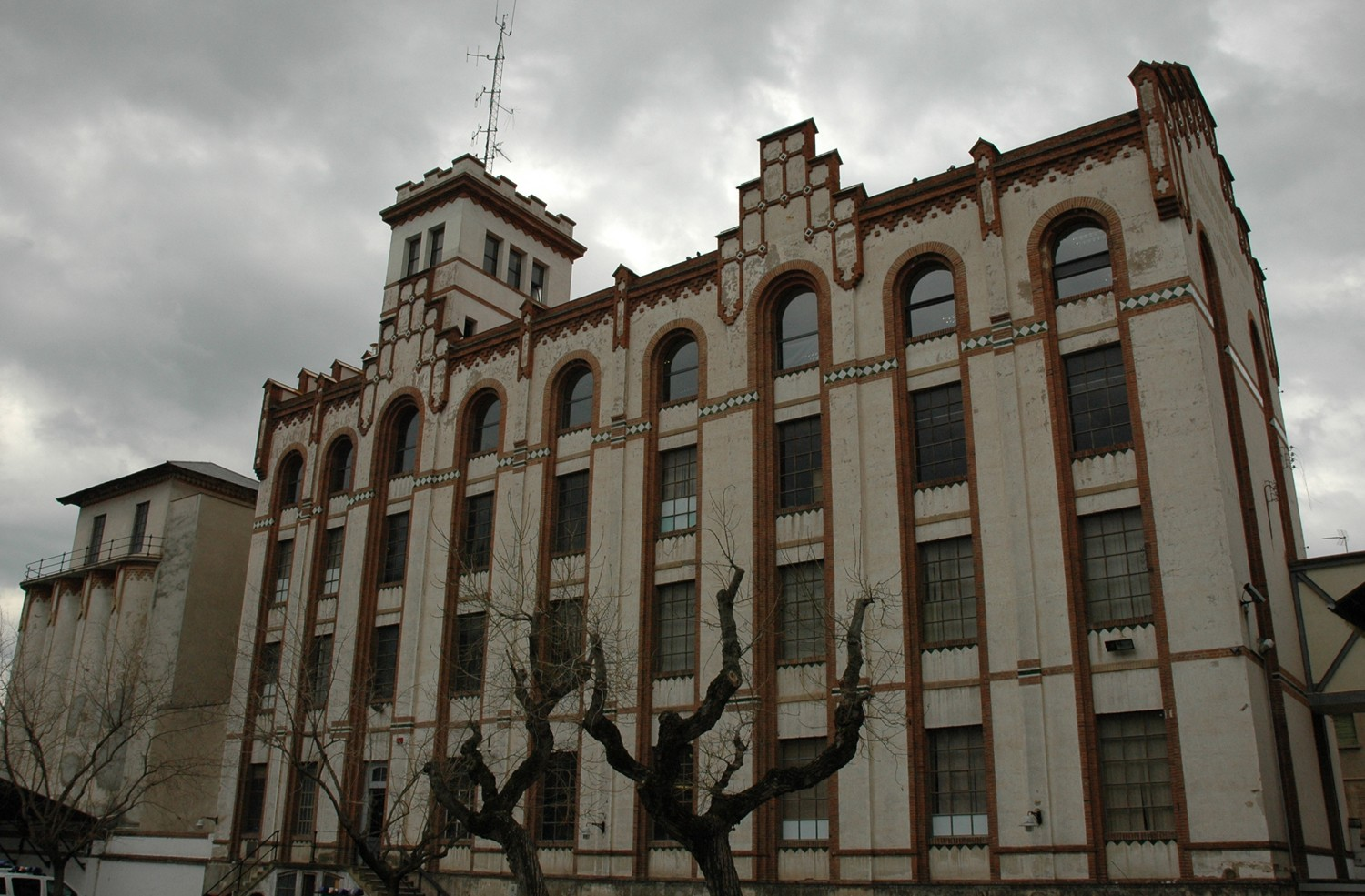
Façana interior

Edifici industrial format per diversos cossos a dins d'un recinte tancat. Cossos units mitjançant ponts i passarel·les. Façanes unitàries, amb marcada verticalitat. A la planta baixa: sòcol de paredat comú amb verdugades de totxo. La resta de totxo amb estucat blanc, deixant-lo vist en brancals i arcs d'obertures. Impostes de ceràmica blanca i verda de totxo. Cornises de totxo vist decorat amb greques. L'edifici principal presenta capcers escalonats ornamentats amb totxo i ceràmica, i una torratxa mirador amb merlets a un costat. Coberta de teula àrab.
El cos central té una alçada de quatre pisos i de les construccions laterals només en resta la de ponent. La de llevant es va substituir per un grup de sitges, i si bé el conjunt va perdre en simetria, va guanyar en majestuositat.

## Història
L'any 1912 s'inicia la construcció i l'any 1913 (18 de maig) s'inaugura el local. Va deixar de funcionar els anys 70 i actualment l'edifici és la seu de la Policia Local de la ciutat tot i que conserva la seva estructura original.